# Львівська Політехніка (баскетбольний клуб)
«Львівська Політехніка» (2006—2016 — «Політехніка-Галичина») — український баскетбольний клуб зі Львова. Створений 1994 року. Від 2006 до 2016 року та з 2022 року зі спонсорських причин називається «Політехніка-Галичина» (спонсор — нафтопереробний комплекс «Галичина») і виступає у Суперлізі України.
Домашні матчі проводить у Львові, в Спорткомплексі НУ «Львівська політехніка» (вул. Самчука, 14) та у Палаці спорту «Галичина» (вул. Керченська, 8).

## Історія

### Створення та перші роки
Офіційною датою заснування баскетбольного клубу «Львівська Політехніка» є 24 травня 1994 року. Своє ім'я клуб успадкував від вищого навчального закладу, при якому він і виник.
Баскетбол у Львівському політехнічному інституті почав зароджуватися ще в 1950-х роках. Студенти-політехніки відразу заявили про свою спроможність гідно виступати на високому рівні. На міських універсіадах вони поступалися лише гравцям Інституту фізичної культури. А після 1965 року, коли до команди прийшов Анатолій Заверікін, політехніки почали навіть обігравати команду Львівського інституту фізичної культури. Анатолій Миколайович був гравцем і водночас тренером «Політехніки», а потім остаточно перейшов на тренерську роботу в команді.
1993-го року студентська команда «Львівська політехніка» завоювала головний трофей престижного міжнародного турніру у Франції. Цей успіх, а також досягнення попередніх років спонукали ректора Політехніки Юрія Рудавського схвалити рішення про створення при ВНЗ (який на той час уже отримав статус університету) професійної баскетбольної команди.
Того ж сезону, 1993—1994, львівська команда встановила досі неперевершений рекорд другої ліги України: 30 матчів — 30 перемог. Наступного сезону, 1994—1995, команда посіла третє місце в першій лізі та піднялася до вищої ліги. Для того, щоб стати чемпіонами тих змагань, львів'янам знадобилося чотири сезони. Виборовши золото 1998/99, колектив увійшов до еліти українського баскетболу.
Від часу створення професійної команди «Львівська політехніка» і до 2004 року включно її головним тренером був Анатолій Заверікін.
Тренувалась та проводила ігри команда в Палаці спорту «Будівельник» (сучасна назва «Галичина»).

### 2000—2009
З 2000 до 2008 року баскетбольний клуб зі Львова грав у Суперлізі чемпіонату України. Улітку 2006 року клуб змінив назву на «Політехніка-Галичина» (з огляду на нового власника — нафтопереробний комплекс «Галичина») і провів дуже успішний сезон 2007/08 — під керівництвом білоруського тренера Валентина Вороніна львів'яни посіли четверте місце в Суперлізі. Також команда потрапила до Фіналу чотирьох Кубка України, де виграла бронзові нагороди.
Унаслідок розколу українського баскетболу в сезоні 2008/09 клуб вирішив взяти участь у новоствореній Українській Баскетбольній Лізі (заснованій з ініціативи власника БК «Дніпро» Ігоря Коломойського), де посів 3-є місце серед 10 команд. З наступної першості Суперлігу відновлено і «Політехніка-Галичина» продовжила виступи в елітному дивізіоні українського баскетболу.

### 2009—2014
По завершенні сезону 2008/09 молода ліга припинила своє існування. Натомість, 15-го травня 2009-го року постає нова і потужна структура — Асоціація баскетбольних клубів України «Суперліга». АБКУ стає організатором Чемпіонату, Кубка та Матчу Зірок Суперліги. З того часу «Політехніка-Галичина», як один із членів Асоціації баскетбольних клубів України, — постійний учасник Суперліги.
Однак «Політехніка-Галичина» не потішила своїх уболівальників високими здобутками в Суперлізі. Фактично, протягом трьох сезонів львів'яни були аутсайдерами чемпіонату. У перших двох вони займала одинадцяті сходинки. У сезоні 2011-12 і взагалі опинились на останньому місці. Не допомогло галичанам навіть повернення Валентина Вороніна — тренера, з яким команда свого часу досягла значних успіхів. Наприкінці того провального чемпіонату команду очолив сербський фахівець Желько Лукаїч, з яким «Політехніка-Галичина» відразу здобула кілька перемог.
Регулярний чемпіонат Суперліги 2012—2013 команда завершує, посівши п'яте місце з активом 24 перемоги і 15 поразок, і забезпечує собі право участі в іграх плей-оф. Зігравши чвертьфінальну серію з БК «Хімік» з рахунком у серії 4-0. У півфінальній серії програвши баскетбольному клубу «Будівельник» з рахунком 0-4. У серії матчів за третє місце «Політехніка-Галичина» поступається «Ферро-ЗНТУ» з рахунком 0-4 і завершує сезон на 4-му місці.
У міжсезоння 2013 року до команди приєднались Кінделл Дайкс та львів'янин Ярослав Лемик, що попередній сезон провели за БК «Говерла», Максим Івшин з «Черкаських Мавп» та Олександр Кольченко з БК «Азовмаш». 4 листопада до команди приєднується Даррел Мітчелл, що в новій команді став одним із найрезультатившіших баскетболістів.
17 грудня 2013 року за взаємною згодою сторін БК «Політехніка-Галичина» та гравець Даррел Мітчелл припинили співпрацю.
Наступного дня, 18 грудня 2013 року за взаємною згодою сторін БК «Політехніка-Галичина» припинив співпрацю з головним тренером Жельком Лукаїчем, його помічником Душаном Гвоздічем та центровим Владаном Вукосавлєвичем.
Желько Лукаїч та Душан Гвоздіч провели у Львові два роки та саме під їхньою опікою «левам» вдалось реабілітуватись: потрапити в плей-оф і закінчити сезон 2012—2013 на 4 позиції турнірної таблиці. Центровий Владан Вукосавлєвіч провів з «левами» три сезони та зіграв за «зелено-білих» 10 ігор у Чемпіонаті України серед команд Суперліги 2013—2014 сезону. Його середній показник 14,2 очки, 9,0 підбирань та 1,2 паси за гру.
Після розірвання контракту з головним тренером та його помічником в. о. головного тренера став генеральний директор команди Кирило Погостінський. Другим тренером БК «Політехніка-Галичина» зараз є Андрій Кремез — екс-тренер БК «Говерла».
4 січня 2014 року команду підсилив американський захисник Ентоні Майлз. Свій минулий сезон він провів у Голландії, де зіграв 32 гри за клуб «Роттердам».
5 березня 2014 року команду залишає американський легіонер Кінделл Дайкс.
Важкий для більшості команд Суперліги сезон 2013—2014 команда завершує на дев'ятому місці. Програвши в останньому матчі регулярного чемпіонату, «леви» втратили шанси на продовження боротьби в плей-оф, пропустивши на восьму сходинку «Київ» (за однакової кількості перемог і поразок), якому двічі поступилися в ході сезону.

### 2014—2015
У сезоні 2014—2015 «Політехніку-Галичину» почав тренувати молодий український фахівець Максим Фомічов (1990 р.н.). Раніше новий наставник працював у тренерському штабі «Донецька», а також російських УНІКСа та ЦСКА (Москва). Команда теж розпочала сезон в оновленому молодому складі, що на старті чемпіонату не зіграло їм на руку. Серію з восьми поразок вдалось перервати лише в домашньому матчі з БК «ДніпроАЗОТ» важкою перемогою з рахунком 84:82.
26 листопада 2014 року рішенням президента команди, головного тренера Максима Фомічова відправлено у відставку. Виконуючим обов'язки головного тренера знову став генеральний директор команди Кирило Погостінський. Граючим тренером став вихованець львівської школи баскетболу Ярослав Зубрицький. Свій перший матч за львівську команду в еліті Зубрицький провів ще в сезоні 1995—1996 років.
На початку січня 2015 року керівництво клубу вирішило повернути на тренерський місток команди 24-річного Максима Фомічова..
28 лютого 2015 року в домашньому матчі з МБК «Миколаїв» здобувають четверту поспіль перемогу з рахунком 94:59. Цьому передували домашні перемоги колишніх аутсайдерів сезону над дніпропетровським «Дніпром» з рахунком 77:68 та івано-Франківською «Говерлою» з рахунком 71:65 і перемога в Києві над БК «Київ» з рахунком 69:77.
У кінці регулярного чемпіонату, у третьому колі команда показала хорошу гру, але за результатами ігор завершила сезон на останній 11-й сходинці втративши шанси на плей-оф. В активі команди 37 очок, 7 перемог за сезон. Після завершення регулярного чемпіонату Асоціація баскетбольних клубів «Суперліга» застосувала штрафні санкції проти команд, що вчасно не сплатили заявочні внески. З Політехніки-Галичини було знято одне очко і в результаті чемпіонат клуб завершив з активом 36 очок на 10-й сходинці.

### 2015—2016
У сезоні 2015—2016 Львів представляють дві баскетбольні команди: «Львівська політехніка» виступає в чемпіонаті під егідою Федерації баскетболу України, а «Галичина» — у чемпіонаті Суперліги.
Команда пройшла до 1/4 Кубку Суперліги. Перемоги у другому матчі з «Говерлою» з рахунком 81:75 було не достатньо для виходу в півфінал.
Регулярний етап Суперліги цього сезону команда завершує з 22-ма очками маючи в активі 8 перемог та 6 поразок і з 3-го місця стартує в плей-оф. Перемігши у двох з трьох зустрічей БК «Харків» та поступившись в обох матчах БК «Будівельник» команда не потрапляє до фіналу плей-оф та завершує сезон 2015/2016 на третьому місці.

### 2016—2022
З сезону 2016—2017 до 2021—2022 існувала єдина команда «Львівська політехніка», яка грала у Вищій лізі. Домашні матчі проводила у Спорткомплексі НУ «Львівська політехніка» (м. Львів. Більшість гравців команди — студенти НУ «Львівська політехніка», другим тренером до листопада 2021 р. був Анатолій Заверикін.

### 2022—2023
У сезоні 2022-2023 на професійній баскетбольній арені Львів представляли дві команди. «Політехніка—Галичина» грала в українській Суперлізі. Стартувала команда в чемпіонаті 15 листопада. У Вищій лізі грала команда «Львівська політехніка». Домашні матчі проводять в Палаці спорту «Галичина», головний тренер обидвох команд Ярослав Зубрицький, другий тренер Дмитро Ходов.
Перемігши у 15-и матчах та програвши у 17-и «Політехніка—Галичина» завершила сезон на п'ятій сходинці турнірної таблиці Суперліги. «Львівська політехніка» завершує сезон на сьомій сходинці маючи в своєму активі 10 перемог у 24 матчах.

### 2023—2024
У сезоні 2023-2024 Львів представляли дві професійні команди: «Політехніка—Галичина» грала в українській Суперлізі, головний тренер Ярослав Зубрицький, «Львівська політехніка» — у Вищій лізі, тренував команду Дмитро Ходов, який також грав за «Політехніку—Галичину». Домашні матчі проводитимуть в Палаці спорту «Галичина».
Перемігши у 9 матах та отримавши поразку в 18 матчах суперлігова команда завершує чемпіонат на 8 сходинці турнірної таблиці. Вищолігова команда перемогла у 5 матчах та програла 25 матчів та завершила чемпіонат на 10 місці.

## Склад

### Сезон 2022—2023

#### «Львівська політехніка». Вища ліга
| №  | Прізвище, ім'я         | Позиція   | Країна | Дата народження | Зріст  | Вага   |
| -- | ---------------------- | --------- | ------ | --------------- | ------ | ------ |
|    | Максим Гусєв           | захисник  |        | 08/03/2002      | 193 см | 82 кг  |
|    | Олександр Бондар       | захисник  |        | 28/01/1992      | 186 см | 80 кг  |
|    | Юрій Гривняк           | форвард   |        | 22/05/1995      | 190 см | 80 кг  |
|    | Богдан Жумалієв        | захисник  |        | 02/02/2005      | 182 см | 72 кг  |
|    | Дмитро Феринц          | захисник  |        | 08/09/2005      | 192 см | 75 кг  |
| 4  | Євгеній Дегопик        | захисник  |        | 15/02/2002      | 187 см | 72 кг  |
| 5  | Станіслав Синьків      | форвард   |        | 21/01/2003      | 187 см | 70 кг  |
| 6  | Владислав Кліменко     | захисник  |        | 22/07/2000      | 188 см | 83 кг  |
| 8  | Євген Харченко         | захисник  |        | 26/03/1985      | 186 см | 87 кг  |
| 9  | Ілля Мельничук         | захисник  |        | 01/11/2003      | 188 см | 78 кг  |
| 11 | Назар Путько           | форвард   |        | 31/07/2002      | 190 см | 70 кг  |
| 12 | Антон Нестеров         | форвард   |        | 09/05/2002      | 196 см | 79 кг  |
| 13 | Максим Пилип           | форвард   |        | 27/01/2004      | 196 см | 90 кг  |
| 14 | Данило Ковальчук       | форвард   |        | 04/07/2002      | 195 см | 83 кг  |
| 15 | Олександр Голобородько | форвард   |        | 08/02/2004      | 193 см | 95 кг  |
| 16 | Олексій Лукашов        | захисник  |        | 17/04/2004      | 190 см | 75 кг  |
| 17 | Остап Нанівський       | центровий |        | 04/03/2003      | 206 см | 100 кг |
| 18 | Максим Катрич          | центровий |        | 31/08/2004      | 200 см | 93 кг  |

- Головний тренер: Ярослав Зубрицький
- Тренер: Дмитро Ходов

#### «Політехніка-Галичина». Суперліга
| №  | Прізвище, ім'я        | Позиція   | Країна | Дата народження | Зріст  | Вага   |
| -- | --------------------- | --------- | ------ | --------------- | ------ | ------ |
| 1  | Данило Кич            | форвард   |        | 26/12/2000      | 195 см | 79 кг  |
| 5  | Микола Полюляк        | захисник  |        | 04/10/1990      | 192 см | 92 кг  |
| 6  | Данило Ковальчук      | форвард   |        | 04/07/2002      | 195 см | 83 кг  |
| 9  | Максим Пилип          | форвард   |        | 27/01/2004      | 196 см | 90 кг  |
| 10 | Назар Путько          | форвард   |        | 31/07/2002      | 190 см | 70 кг  |
| 13 | Станіслав Синьків     | захисник  |        | 21/01/2003      | 187 см | 70 кг  |
| 16 | Остап Нанівський      | центровий |        | 04/03/2003      | 206 см | 100 кг |
| 20 | Олександр Бартоломеєв | форвард   |        | 05/11/1996      | 199 см | 87 кг  |
| 21 | Юрій Крамар           | захисник  |        | 08/08/1995      | 191 см | 75 кг  |
| 23 | Едуард Федчук         | форвард   |        | 10/03/1991      | 180 см | 83 кг  |
| 25 | Владлен Бережний      | форвард   |        | 01/03/1995      | 202 см | 105 кг |
| 32 | Олег Станішевський    | форвард   |        | 03/05/1997      | 198 см | 90 кг  |
| 43 | Олександр Тіщенко     | центровий |        | 25/03/1989      | 206 см | 110 кг |
| 98 | Маихайло Горобченко   | захисник  |        | 10/01/1998      | 185 см | 75 кг  |

- Головний тренер: Ярослав Зубрицький
- Тренер: Дмитро Ходов

## Позиції в лізі
- 1993/94 — 1-е місце (Друга ліга)
- 1994/95 — 3-є місце (Перша ліга)
- 1995/96 — 9-е місце (Вища ліга)
- 1996/97 — 6-е місце (Вища ліга)
- 1997/98 — 4-е місце (Вища ліга)
- 1998/99 — 1-е місце (Вища ліга)
- 1999/00 — 7-е місце (Вища ліга)
- 2000/01 — 9-е місце
- 2001/02 — 8-е місце
- 2002/03 — 11-е місце
- 2003/04 — 10-е місце
- 2004/05 — 13-е місце
- 2005/06 — 13-е місце
- 2006/07 — 12-е місце
- 2007/08 — 4-е місце
- 2008/09 — 3-є місце (УБЛ)
- 2009/10 — 11-е місце
- 2010/11 — 11-е місце
- 2011/12 — 14-е місце
- 2012/13 — 4-е місце
- 2013/14 — 9-е місце
- 2014/15 — 10-е місце
- 2015/16 — 3-є місце
- 2016/17 — 2-е місце (Вища ліга)
- 2017/18 — 12-е місце (Вища ліга)[7]
- 2022/23 — 5-е місце (Суперліга), 7-е місце (Вища ліга)

### Досягнення
- Півфінал Кубка України − 2008
- Українська Суперліга, півфінал − 2008
- Українська УБЛ, півфінал − 2009

## Пісня про клуб
Слова відомого в минулому баскетболіста, а згодом телекоментатора і спортивного журналіста Юрія Виставкіна.
«Львівська політехніка» — любов моя
Голосів зозуль не чути в лісі, Ластівок давно не видно в стрісі.

Зник кудись вівчар і вівці в полі, Всіх я в Львові стрів на БАСКЕТБОЛІ.

Приспів: Хай в Карпатах квітне черемшина, Квітом усміхається калина.

Світлі є надії, та найкраще

Гріє душу бас-кет-бол!

«Львівська політехніка» так грає, Що народ в захопленні співає.

Як кричить болільник — не забути, Навіть на Говерлі його чути!

Приспів

В суперлізі хлопці вже гарцюють, Скоро з НБА ще повоюють.

Я сьогодні це напевно знаю, «Львівську політехніку» вітаю!

Приспів

Вівчара свого чекай, дівчино, Не забув про тебе і про сина.

Треба чоловіку трохи волі, Любий твій гуля на БАСКЕТБОЛІ!

Приспів